# Różyniec
Różyniec (dawniej niem. Rosenthal) – wieś w Polsce położona w województwie dolnośląskim, w powiecie bolesławieckim, w gminie Gromadka.

## Podział administracyjny
W latach 1975–1998 miejscowość administracyjnie należała do województwa legnickiego.

## Historia
Pierwszy raz nazwa wsi została wymieniona w roku 1305 r. jako Rosinthal. Z biegiem lat nazwa wsi została kilka razy zmieniona, jednak ostatecznie współczesna polska nazwa wsi to Różyniec. Powstanie wsi należy łączyć ze słowiańskim osadnictwem z XI-XII wieku. Powtórnie zasiedlono ją w XIII wieku podczas napływu kolonizatorów z zachodu. O historii wsi jednak dzisiaj wiemy stosunkowo niewiele. Możemy przytoczyć jedynie kilka dat, przypominających, istotne dla wsi wydarzenia. W roku 1760 założono pierwszą szkołę ewangelicką. Wcześniej nauczano w zagrodzie chałupnika Baumanna. Jednak najbardziej tragiczną z dat dotyczącą Różyńca była data 23, 24 lipca 1815 r., wtedy, bowiem spłonął cały Różyniec wraz ze szkołą. Odbudowano ją jednak po niespełna roku.